# Autogovern
L'autogovern és l'autonomia d'una jurisdicció que es regeix a si mateixa, en què cap poder extern té autoritat sobre aquesta. L'autogovern constitueix una forma de sobirania. En el dret, l'autogovern pot referir-se a nacions, ciutats i altres entitats en el dret públic i a associacions en el dret privat.
En la filosofia política, quan el terme autogovern és emprat per a referir-se a una nació o democràcia acostuma a intercanviar-se amb el d'autodeterminació o sobirania nacional. En canvi, quan el terme es refereix al projecte polític de l'anarquisme es refereix a l'ordre legal voluntari, d'una societat sense Estat, basat en la sobirania individual.